# Grzybowszczyzna (rejon nieświeski)
Grzybowszczyzna (biał. Грыбаўшчына, Hrybauszczyna; ros. Грибовщина, Gribowszczina) – wieś na Białorusi, w obwodzie mińskim, w rejonie nieświeskim, w sielsowiecie Łań.

## Historia
W dwudziestoleciu międzywojennym wieś i folwark leżące w Polsce, w województwie nowogródzkim, w powiecie nieświeskim, do 1 października 1927 w gminie Lisuny, następnie w gminie Łań. W 1921 wieś liczyła 185 mieszkańców, zamieszkałych w 37 budynkach, w tym 184 Białorusinów i 1 osobę innej narodowości. 180 mieszkańców było wyznania prawosławnego, 4 mojżeszowego i 1 rzymskokatolickiego. Folwark liczył zaś 14 mieszkańców, zamieszkałych w 2 budynkach, w tym 7 Polaków i 7 Białorusinów. 7 mieszkańców było wyznania rzymskokatolickiego i 7 prawosławnego.
Grzybowszczyzna położona była wówczas w pobliżu granicy ze Związkiem Sowieckim.
Po II wojnie światowej w granicach Związku Sowieckiego. Od 1991 w niepodległej Białorusi.